# Cuando
Cuando (Kwando) je 1.500 kilometara duga rijeka na jugu Afrike, desni pritok Zambezija.
Rijeka Cuando izvire na preko 2.600 metara visokom planinskom masivu Bié u središtu Angole i teče prvih par kilometara u pravcu juga, da bi kasnije skrenula na jugozapad i u dužini od oko 200 kilometara činila granicu sa Zambijom. Nakon gradića Kongola, i protoka kroz usku namibijsku regiju Caprivi, Cuando teče na zapad i tvori granicu Bocvane i Namibije.
U donjem toku rijeka Cuando se naziva, zavisno od jezika stanovništva - Chobe ili/i Linyanti. Kod grada Kazungula, na četvoromeđi Bocvana-Namibija-Zambija-Zimbabve ulijeva se u Zambezi.